# Microcharon luciae
Microcharon luciae är en kräftdjursart som beskrevs av Boris Sket 1991. Microcharon luciae ingår i släktet Microcharon och familjen Microparasellidae. Inga underarter finns listade i Catalogue of Life.